# Sgùrr Bàn
Der Sgùrr Bàn ist ein als Munro und Marilyn eingestufter, 989 m (3.245 ft) hoher Berg in den schottischen Highlands. Sein gälischer Name kann in etwa mit Weiße Spitze übersetzt werden. Er liegt im Fisherfield Forest in den Northwest Highlands, gut zehn Kilometer nördlich von Kinlochewe.
In der auch als „Great Wilderness“ bezeichneten, unbesiedelten rauen Bergwelt des Fisherfield Forest ist der Sgùrr Bàn der zweithöchste Munro nach dem 1.018 m (3.340 ft) hohen, südlich benachbarten Mullach Coire Mhic Fhearchair. Seine Gipfelpyramide besteht aus hellem Quarzit, der auf dem ansonsten aus Sandstein bestehenden Massiv auflagert. Auf der Westseite fällt der kompakt aufgebaute Berg steil und felsdurchsetzt in das Gleann na Muice ab. Sein Südgrat führt in den 824 m hohen Sattel Cab Coire nan Clach, der den Übergang zum Mullach Coire Mhic Fhearchair herstellt. Nach Norden endet ein kurzer, wenig markanter, aber steiler und felsiger Grat oberhalb von Loch a’ Bhrisidh, östlich des Sees besteht über den weniger felsigen und flacheren Nordostgrat den Sattel Am Briseadh auf etwa 650 m Höhe ein Übergang zum nördlich anschließenden Beinn a’ Chlaidheimh. Dieser wird nach einer Neuvermessung, die eine Höhe von 914 m (2.999 ft) ergab, seit 2012 nicht mehr als Munro, sondern lediglich noch als Corbett eingestuft. Die Ostseite und die Südostflanke des Sgùrr Bàn sind von deutlich hellerem Gestein als die West- und Nordseite geprägt und weisen teils großflächige helle Quarzitplatten auf. Auf diesen Seiten fällt der Berg zunächst moderat ab, geht dann aber ab etwa 600 m Höhe  oberhalb des Loch an Nid in steilere, felsdurchsetzte Abbrüche über. Der wenig ausgeprägte Südostgrat endet in einem kleinen Vorgipfel, dem Meallan an Laoigh, auf 654 m (2.146 ft) Höhe.

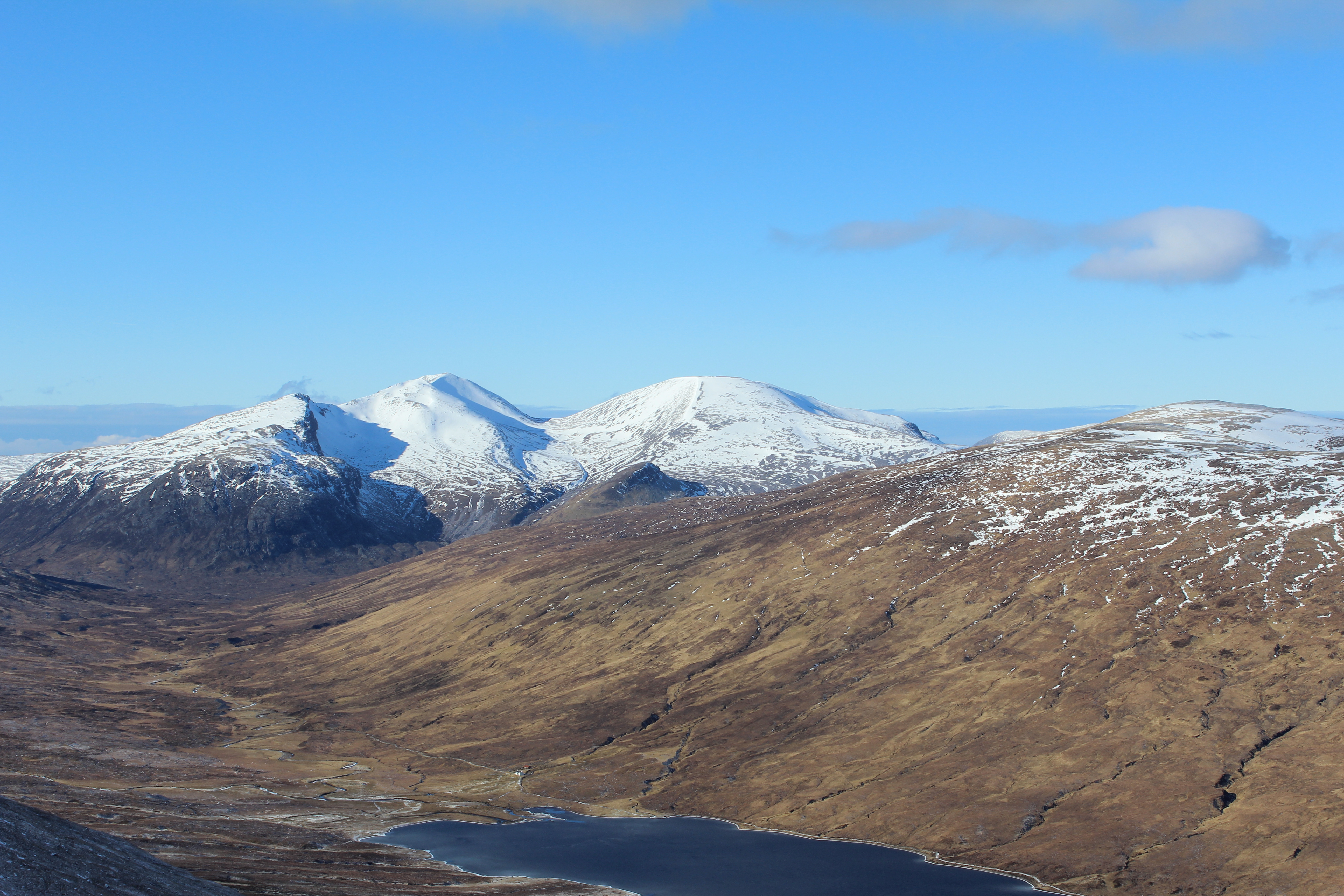
Blick von Osten zum Sgùrr Bàn (Bildmitte), links der Mullach Coire Mhic Fhearchair, ganz links dessen Vorgipfel Sgùrr Dubh, im Tal das Ostende von Loch a’ Bhraoin.
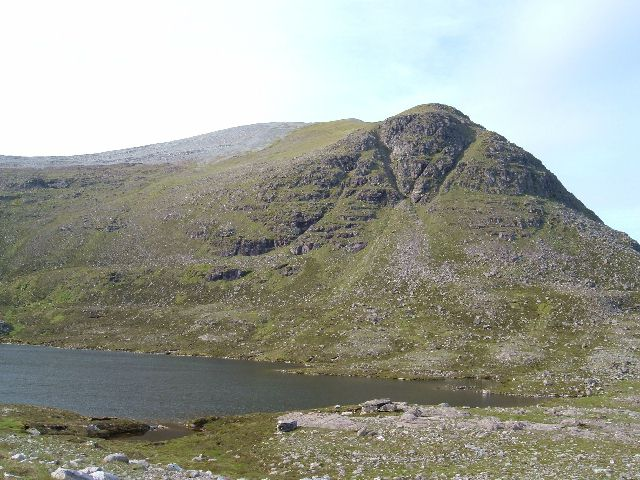
Blick von Norden über Loch a’ Bhrisidh auf den Nordgrat des Sgùrr Bàn
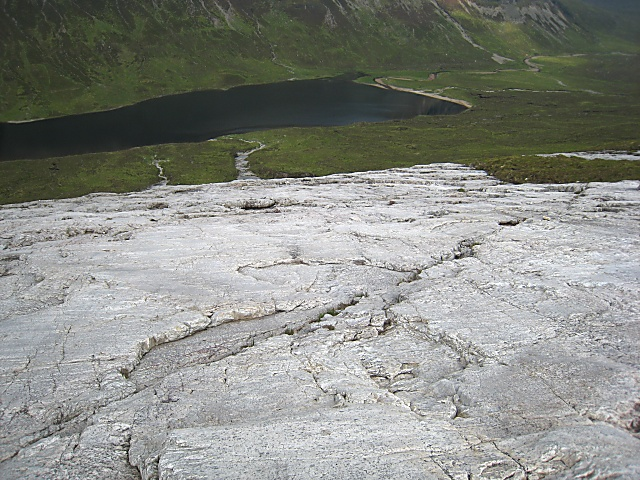
Felsplatten auf der Ostseite des Sgùrr Bàn, im Tal der Loch an Nid
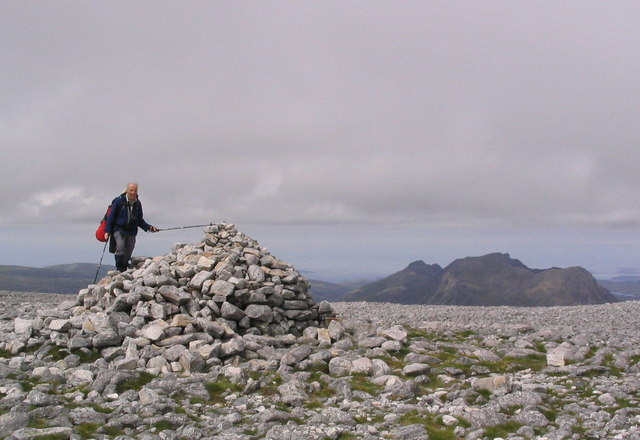
Der Gipfelcairn des Sgùrr Bàn

Der Fisherfield Forest weist seit den Highland Clearances keine Siedlungen mehr auf und liegt weitab öffentlicher Straßen. Seine Berge zählen daher zu den entlegensten und am schwierigsten zu erreichenden Gipfelzielen in Schottland. Kinlochewe als nächste Ortschaft ist in Luftlinie gut zehn Kilometer südlich entfernt, der teils weglose Zustieg erfordert mindestens 15 km einfache Strecke. Aus den anderen Richtungen sind teils deutlich längere Anmärsche bis zum Fuß des Berges erforderlich. Im Regelfall ist eine Besteigung des Sgùrr Bàn daher nur mit einem Biwak oder einer Übernachtung in einer der wenigen Bothies des Fisherfield Forest zu bewältigen. Aus Richtung Süden wird in der Regel ein Biwak am Ufer des südwestlich liegenden Lochan Fada genutzt. Ausgangspunkt ist Kinlochewe, bis zum Lochan Fada kann entweder das Gleann Bianasdail am Fuß des Slioch oder der Weg über die Heights of Kinlochewe und durch das Gleann na Muice genutzt werden. Aus Richtung Norden kann die Bothy Shenavall genutzt werden, die über etwa acht Kilometer Fußmarsch von einem Parkplatz an der A832 bei Dundonnell House erreichbar ist. Die meisten Munro-Bagger besteigen den Sgùrr Bàn im Rahmen einer von dieser Bothy ausgehenden Rundtour über weitere Munros des Fisherfield Forest, meist den Mullach Coire Mhic Fhearchair und den Beinn Tarsuinn. Ausdauernde Bergwanderer beziehen auch noch den A’ Mhaighdean, den Ruadh Stac Mòr und den Beinn a' Chlaidheimh mit ein.